# Leipzig-Lindenau
Pour les articles homonymes, voir Lindenau.
Lindenau est une subdivision de Leipzig en Allemagne. C'est une ancienne commune créée en l'an 1000, intégrée à Leipzig en 1891 et divisée en trois quartiers administratifs en 1993 : Lindenau, Altlindenau (« vieux-Lindenau ») et Neulindenau (« nouveau Lindenau »).
C'était un quartier industriel pendant le XXe siècle. C'est à Lindenau que se trouve le site de l'ancienne Leipziger Baumwollspinnerei, la filature de coton.

## Géographie
Le quartier se situe à environ 3 kilomètres à l'ouest du centre-ville de Leipzig. Le quartier borde Plagwitz au sud et Leutzsch au nord-ouest - la zone bâtie se fond dans ces quartiers voisins sans aucune séparation notable. Sur le plan administratif, la Karl-Heine-Straße était fixée comme frontière avec Plagwitz et la Prießnitzstraße comme frontière avec Leutzsch. La frontière orientale est formée par le bassin de l'Elster et le Palmengarten, un parc créé à la fin du XIXe siècle. Certaines parties de la forêt riveraine bordent au nord. A l'ouest, le site du port de Lindenau sépare Lindenau de Schönau. La majeure partie du canal Karl Heine traverse le quartier. Le vieux centre de Lindenau est la zone autour du Lindenauer Markt (anciennement la place publique du village avec un étang), à proximité immédiate de laquelle se trouve l'église protestante Nathanaël.
| Leipzig-Böhlitz-Ehrenberg Leipzig-Burghausen-Rückmarsdorf | Leipzig-Leutzsch                                             | Leipzig-Zentrum-Nordwest |
| Leipzig-Schönau                                           | Leipzig-Lindenau, Leipzig-Altlindenau et Leipzig-Neulindenau | Leipzig-Zentrum-West     |
| Leipzig-Grünau                                            | Leipzig-Plagwitz Leipzig-Kleinzschocher                      | Leipzig-Schleußig        |

### Les trois quartiers

70 Lindenau
71 Altlindenau
72 Neulindenau

## Population
| Année | Résidents |
| ----- | --------- |
| 1834  | 00998     |
| 1871  | 07.484    |
| 1890  | 25.591    |

| Année | Résidents |
| ----- | --------- |
| 2000  | 21.030    |
| 2005  | 22.712    |
| 2010  | 24.187    |
| 2015  | 30.692    |
| 2020  | 34.235    |
| 2023  | 35.882    |

## Histoire

### Village

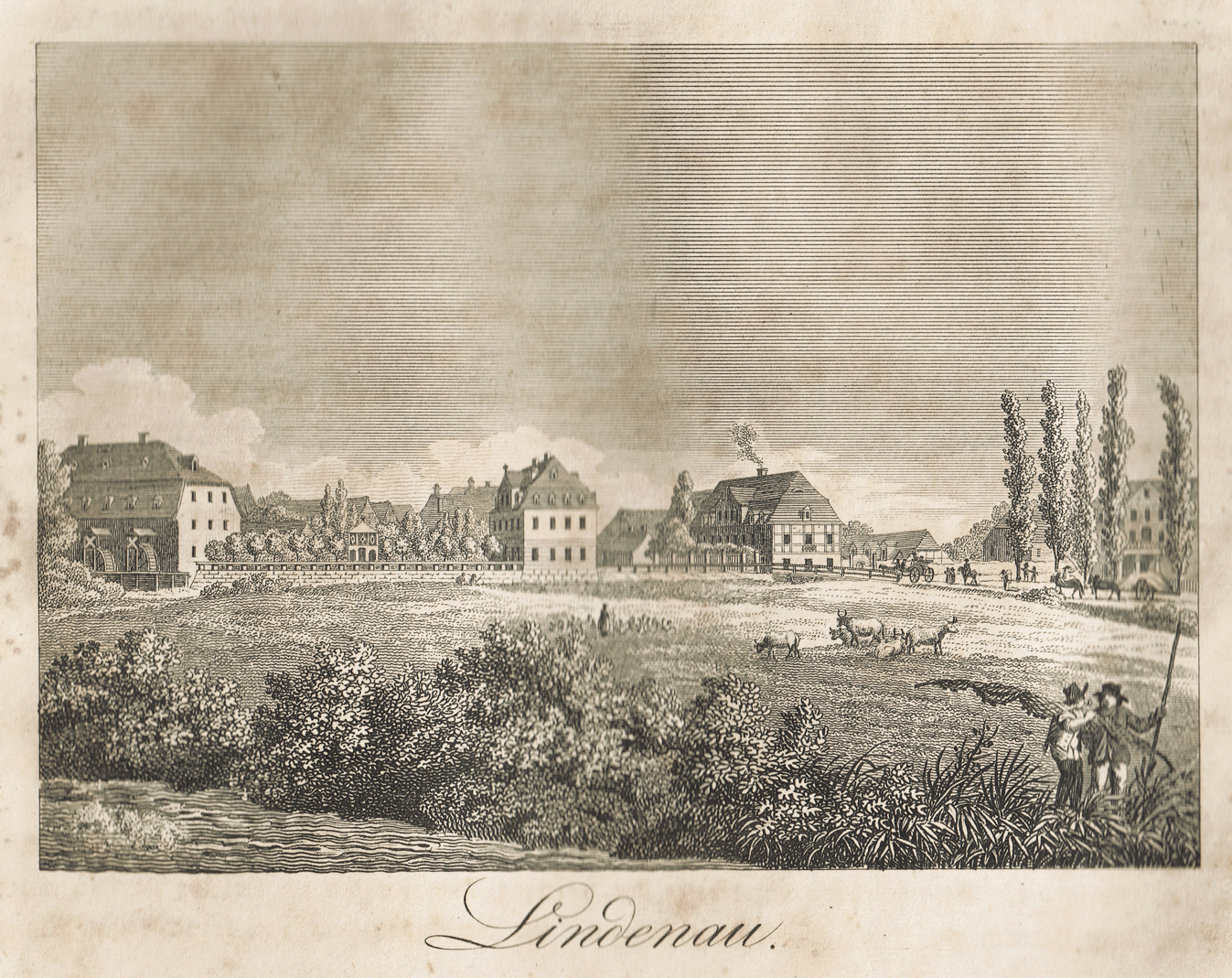
Vue de Lindenau après la Bataille de Leipzig (1815)

Vers l'an 1000, des immigrants allemands fondèrent le village sur la rive ouest de l' Elster Blanche. En 1021, l'empereur Henri II fit don de la place de la Via Regia au diocèse de Mersebourg. Même après la Réforme, jusqu'en 1815, le village appartenait à la zone de la Principauté épiscopale de Mersebourg sous souveraineté électorale saxonne (Amt Lützen). Par les résolutions du Congrès de Vienne, la partie ouest du Amt Lützen fut cédée à la Prusse en 1815. Cependant, l'enclave de Lindenau et la partie orientale du Amt Lützen sont restées sous la tutelle du royaume de Saxe et ont été intégrées au Kreisamt de Leipzig.
Lindenau est documentée comme siège de chevalier depuis 1182, lorsqu'un chevalier Dietrich von Lindenau (Didericus de Lindinouve) a été nommé dans un document. Les frères Sigismond et Caspar von Lindenau vendirent le siège du chevalier et le village au conseil de Leipzig en 1527 et la famille von Lindenau déménagea son siège social à Machern. Même avant la Réforme protestante, Lindenau possédait une église paroissiale, mais en 1562 la communauté devint une branche du curé de Leutzsch. Cela est resté ainsi pendant plus de 300 ans. Jusqu'au milieu du XIXe siècle, Lindenau était un village agricole. Outre l'agriculture et l'élevage, la pêche le long des rivières et dans les étangs artificiels constituait une source de revenus importante pour les habitants.
Pendant la guerre de Trente Ans, Lindenau fut pillée et détruite en 1631, 1637 et 1642. Lors de la bataille de Leipzig, des combats ont également eu lieu devant Lindenau. Lors de sa retraite, l'empereur Napoléon séjourna brièvement au Lindenauer Mühle (moulin de Lindenau) le 19 octobre 1813.

### Communauté rurale

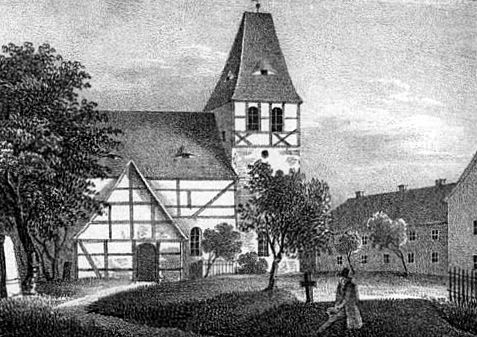
Ancienne église du village de Lindenau (vers 1850))

Grâce à la nouvelle réglementation de la communauté rurale saxonne (Sächsische Landgemeindeordnung de 1838), Lindenau est devenue une communauté indépendante en 1839. En 1859, le lieu fut doté d'un bureau de poste et en 1863 d'une usine à gaz. Dans la seconde moitié du XIXe siècle, l'entrepreneur Karl Heine a acquis de vastes propriétés à Lindenau et dans ses environs et y a fait développer des terrains à bâtir. Comme dans la ville voisine de Plagwitz, les rues ont été aménagées pour le futur développement résidentiel et industriel. Heine a également commencé à construire le canal qui porte aujourd'hui son nom et il a négocié des contrats de revêtement avec les gouvernements de Prusse et de Saxe afin que la zone industrielle projetée puisse être reliée aux chemins de fer des deux pays. Avec l'introduction de la liberté du commerce en 1860, les bases du développement industriel rapide de Lindenau furent posées.
En 1871, une fonderie de fer fut la première grande entreprise à s'y installer. Un an plus tard, la ligne de tramway hippomobile menant à Plagwitz est inaugurée et électrifiée à partir de 1896. En 1873, la gare de Plagwitz, également importante pour Lindenau, fut mise en service. Karl Heine a fait construire des connexions industrielles et trois points de chargement à partir de la gare pour 37 usines, dont l'un est l'ancien point de chargement III sur le site de l'actuel « Henriettenpark ». En 1884, la nouvelle église protestante Nathanaël fut inaugurée près du Lindenauer Markt. Quelques années plus tôt, la paroisse de Lindenau était redevenue indépendante.

### Quartier de Leipzig

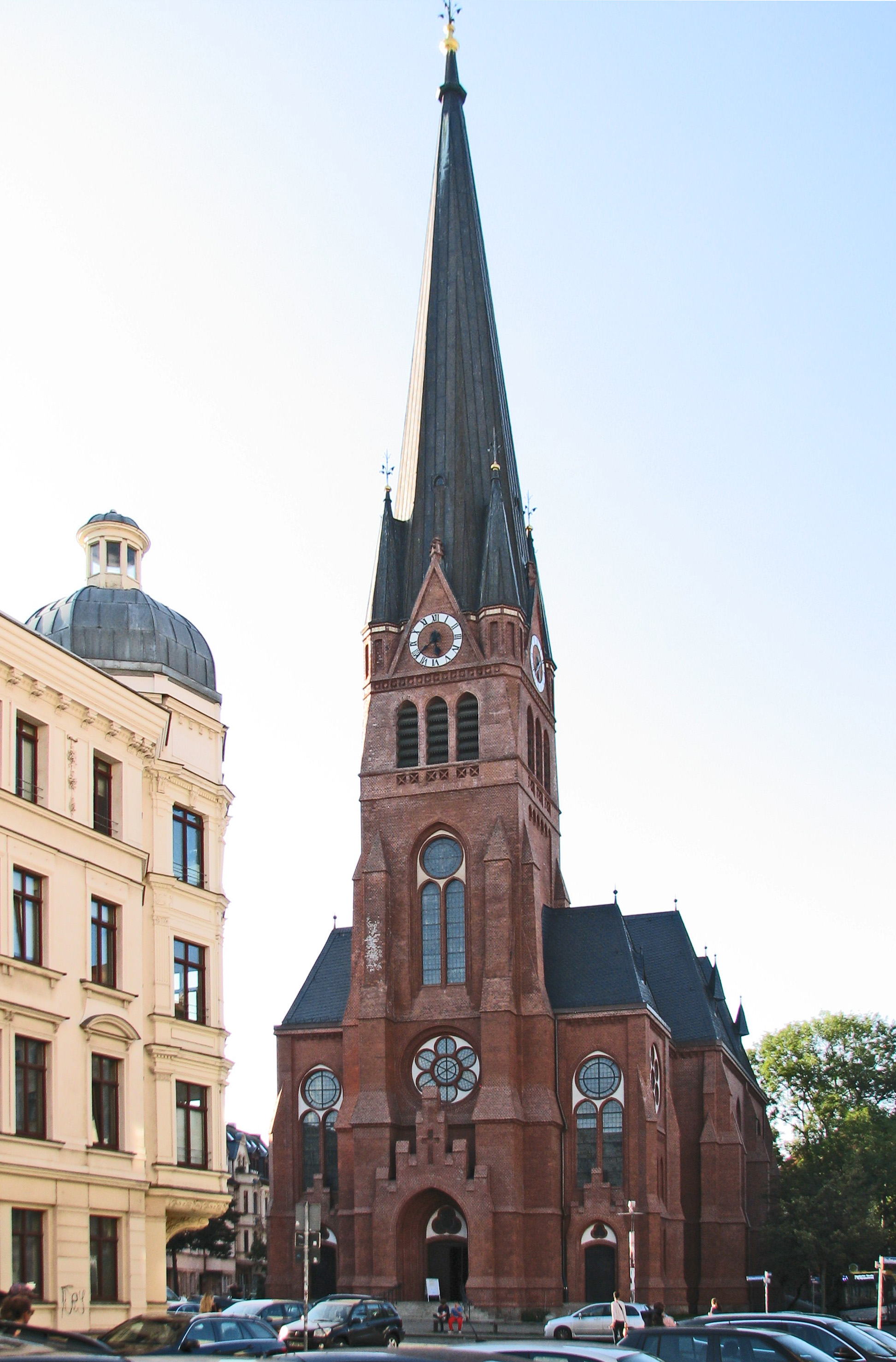
L'église protestante Nathanaël (2021)

En 1891, Lindenau fut incorporée à Leipzig. Il y avait désormais 66 entreprises employant plus de 3 000 personnes dans le quartier. Au cours des deux décennies suivantes, Lindenau a connu de nombreux travaux de construction, de nombreuses nouvelles rues avec des immeubles d'habitation et des usines ont été ajoutées et la population a continué d'augmenter. Entre 1893 et 1898, les Lindenauer Ratswiesen du Kuhturm à l'est du Kuhburger Wasser ont été transformés en un jardin paysager, le Palmengarten. La grande palmeraie, structure en acier et verre, lui a donné son nom.
L'église Philippus a été construite entre 1907 et 1910, de sorte que Lindenau comptait désormais deux communautés protestantes. L'église catholique Notre-Dame a été inaugurée en 1908. En 1912, une brasserie fit construire la salle de bal, qui sert aujourd'hui de comédie musicale (Musikalische Komödie). En 1925, la station de tramway fut construite à Angerbrücke. En 1927, Lindenau était le quartier le plus peuplé de Leipzig avec 63 500 habitants.
La construction du port-canal Lindenauer Hafen a commencé en 1938. Il s'agissait d'établir la connexion de Leipzig aux voies navigables allemandes via le canal Elster-Saale, qui n'était pas non plus encore achevé. Cependant, les travaux de construction réalisés par les nationaux-socialistes dans le but de créer des emplois ont été interrompus au cours de la guerre et n'ont pas repris par la suite. Les nationaux-socialistes ont fait démolir la Palmeraie et l'ancienne Kuhturm en 1939 parce qu'ils voulaient utiliser la zone du Palmengarten pour l'exposition du Reich Gutenberg. Cela n'arrivait plus à cause de la guerre. Depuis la destruction du Nouveau Théâtre de Leipzig en 1944 jusqu'à l'ouverture de l'Opéra de Leipzig en 1960, l'opéra a été joué à la Maison Dreilinden à Lindenau. Le 18 avril 1945, le dernier tir d'un soldat américain de la Seconde Guerre mondiale que trouve la mort devant son objectif a été photographié par Robert Capa au coin de la Jahnallee 61 et de la Lützener Straße. L'identité du soldat décédé Raymond J. Bowman n'a été découverte que 67 ans après la fin de la guerre par l'historien militaire allemand Jürgen Möller .
Après la Seconde Guerre mondiale, le développement de Lindenau stagna pendant des décennies. Il n'y a pratiquement pas eu de nouvelles constructions et l'apparence du quartier n'a changé qu'en raison du délabrement progressif et de la démolition de certains bâtiments. La population a régulièrement diminué. Cette tendance s'est poursuivie après 1989. Des nombreux habitants partaient déjà avant 1989. Avec ce changement, la production industrielle s’est effondrée.
Au début du XXIe siècle, Lindenau se compose essentiellement d'un grand quartier de style historiciste du Gründerzeit en grande partie préservé qui a été rénové lors du réaménagement de l'Est. Faisant partie de la zone de rénovation urbaine de Leipzig Ouest, Lindenau est une zone résidentielle populaire avec de nombreuses institutions culturelles et une population en croissance rapide.

## Bâtiments
- Leipziger Baumwollspinnerei entre la Spinnereistrasse et l'Alter Salzstrasse. Plusieurs galeries importantes se sont désormais installées sur le site de la Leipziger Baumwollspinnerei. Lindenau peut donc être considérée comme le centre de ce qu'on appelle la nouvelle école de Leipzig.
- Westbad, témoignage de l'architecture du Bauhaus, construit entre 1928 et 1930, architecte: directeur de l'urbanisme Hubert Ritter. Aujourd'hui, il est utilisé comme centre médical et comme club de sport.
- Ancienne école Max Klinger, Karl-Heine-Straße 22 b (1927-1929), également conçue par Hubert Ritter. Aujourd'hui: Schule am Palmengarten.
- Hôpital des diaconesses de Leipzig (Diakonissenhaus), un hôpital protestant traditionnel, sur Georg-Schwarz-Straße.
- La maison en bois Z8 (Holzhaus Z8), à cinq étages, construite en 2017, a reçu le prix de l'État saxon pour la culture du bâtiment (Sächsischer Staatspreis für Baukultur)[10].

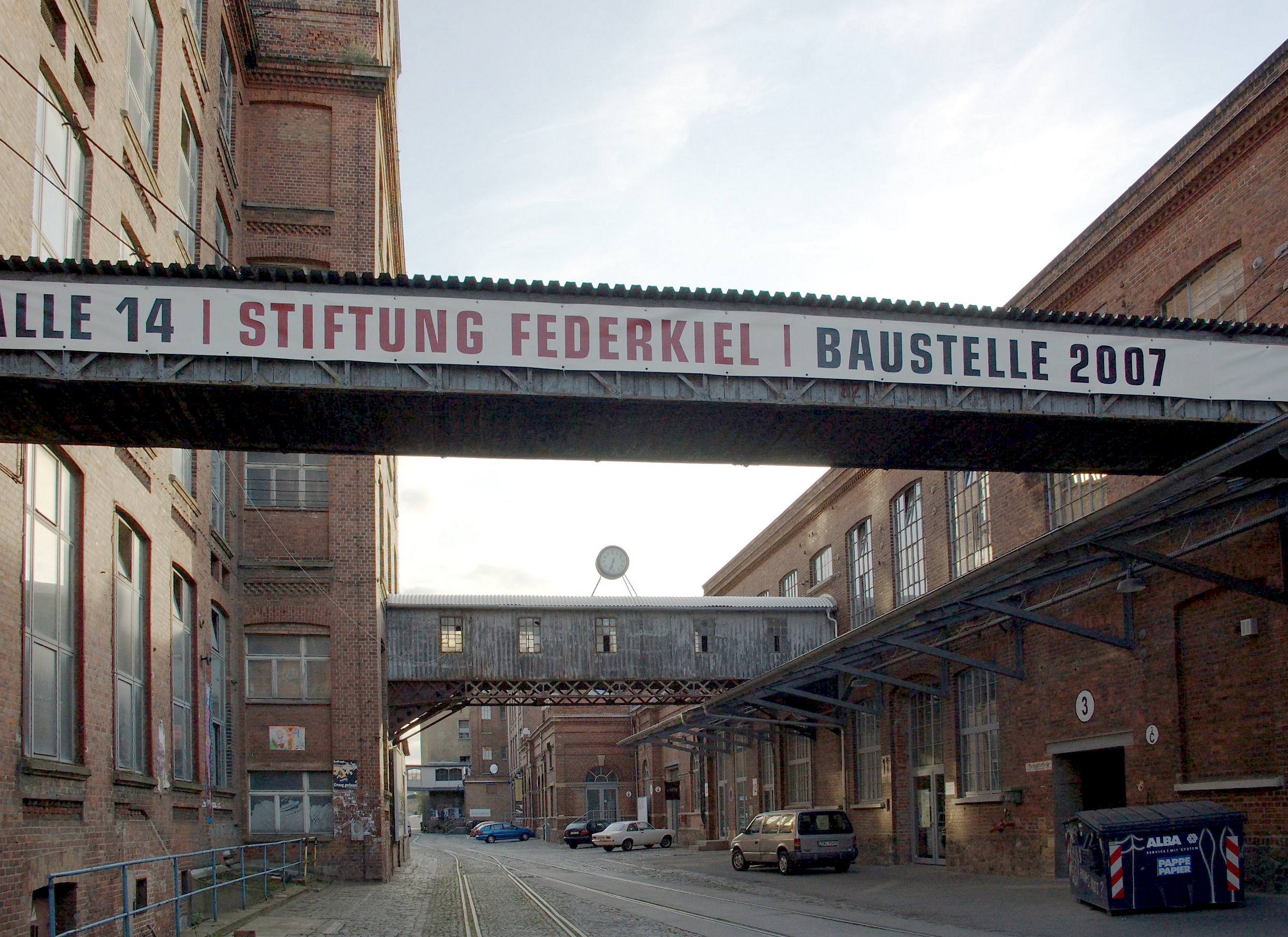
Site de Leipziger Baumwollspinnerei
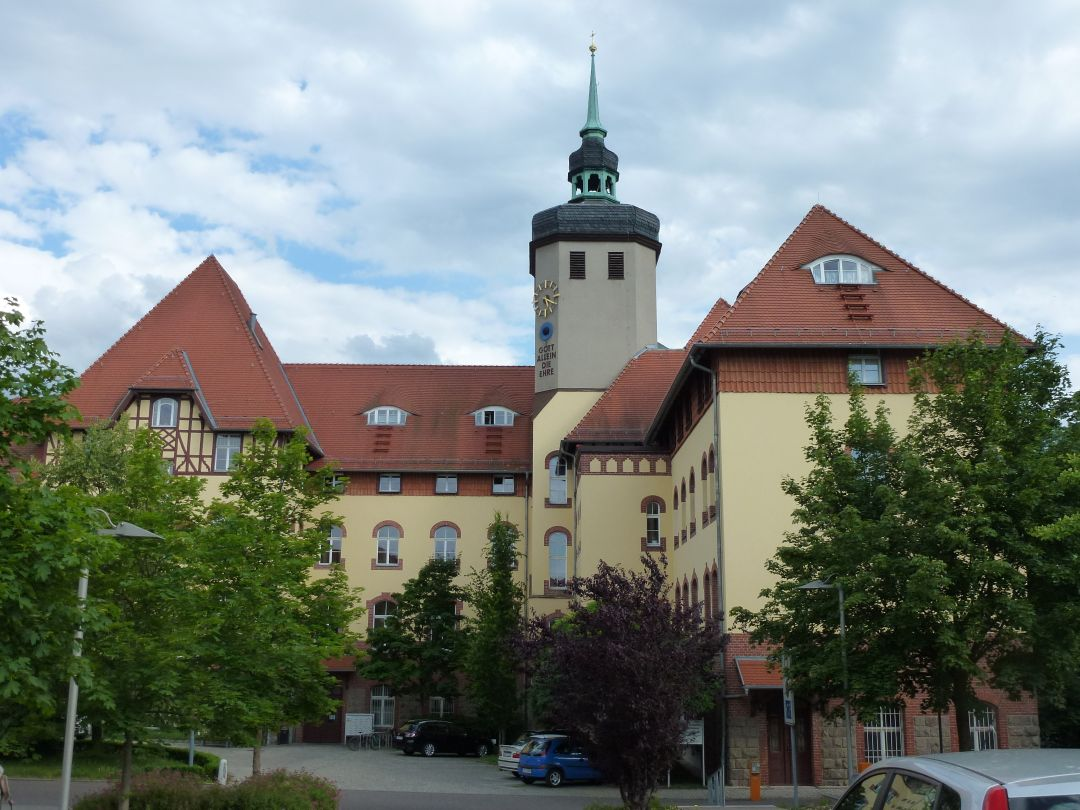
Hôpital des diaconesses de Leipzig (Diakonissenhaus)
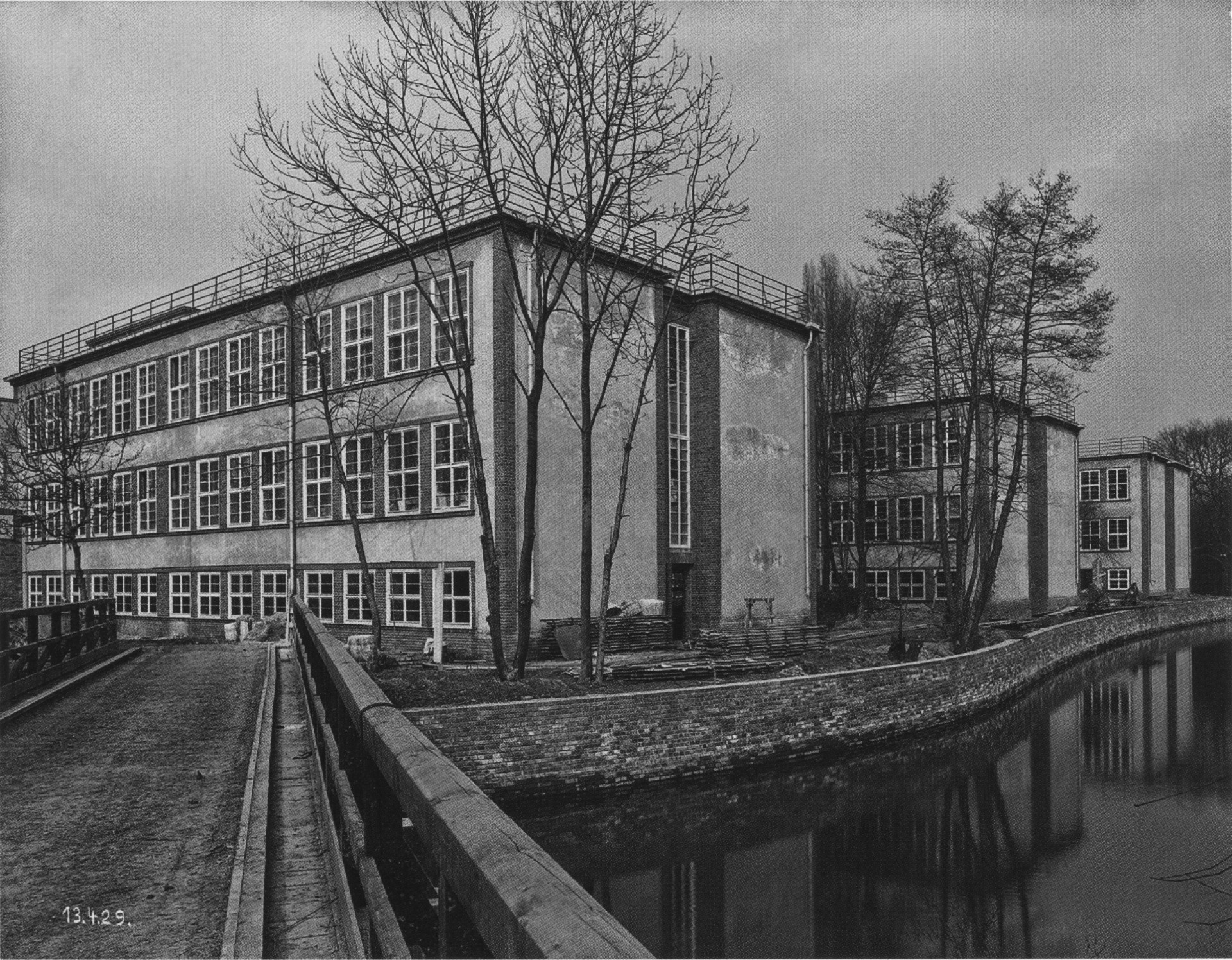
Ancienne école Max Klinger sur la Karl-Heine-Straße
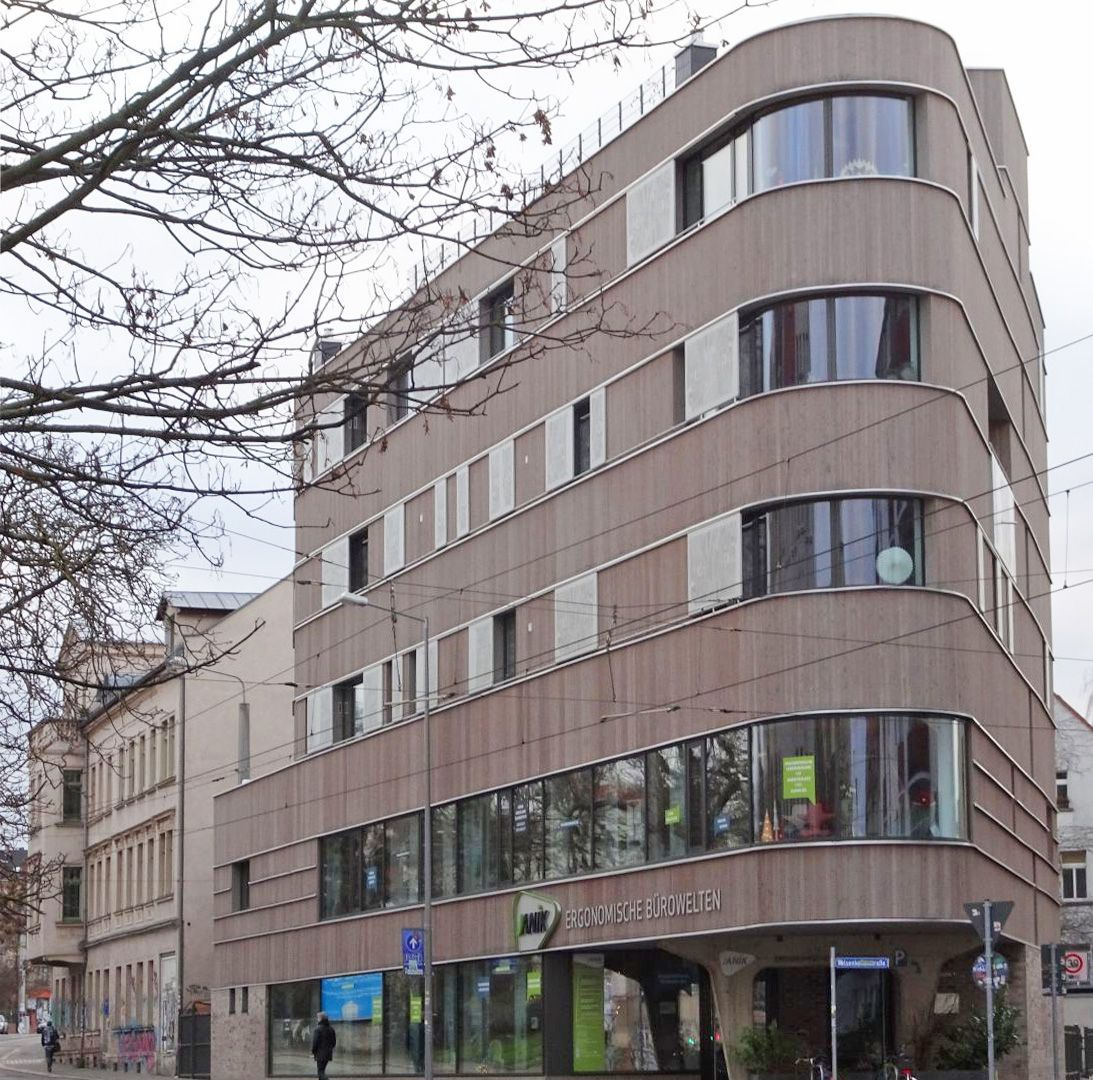
Maison en bois sur la Zschochersche Straße

## Infrastructure culturelle
Lindenau dispose de huit salles de théâtre : la Musikalische Komödie à Maison Dreilinden, le Schaubühne Lindenfels, le Lindenfels Westflügel, le Theaterhaus am Lindenauer Markt comme lieu du Theater der Junge Welt, le Leipzig Off-Theater LOFFT sur le site du Leipziger Baumwollspinnerei et le Neue Schauspiel Leipzig à Lützner Straße 29. Le cabaret Leipziger Brettl - fondé en 1979 sous le nom de cabaret Lindenauer Brettl - puis à la Haus der Volkskunst (aujourd'hui Theater der Junge Welt) joue à nouveau depuis 2007 avec un petit Brettl scène sur l'Odermannstraße, près du Lindenauer Markt (entrée Gambrinus). Entre 2008 et 2018, il y avait aussi le théâtre-revue « Am Palmengarten » avec une salle pouvant accueillir jusqu'à 150 personnes ; Il a été créé en transformant le bâtiment classé de la station-service de 1944.
Il existe deux centres d'art commerciaux à Lindenau: la Leipziger Baumwollspinnerei et le Tapetenwerk. Un autre espace est situé dans la Kunstkraftwerk. Certains espaces culturels plus petits ont été créés dans ce qu'on appelle Wächterhäuser, par exemple les associations artistiques D21 Kunstraum Leipzig et Kuhturm e. V.

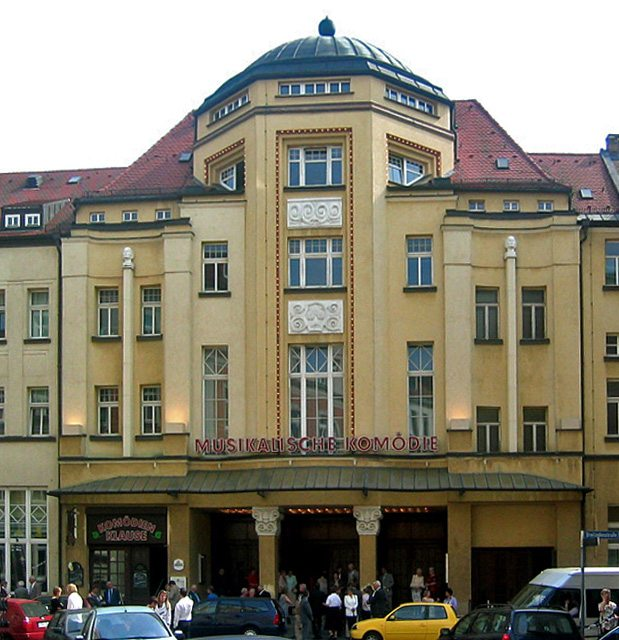
Musikalische Komödie (2004)
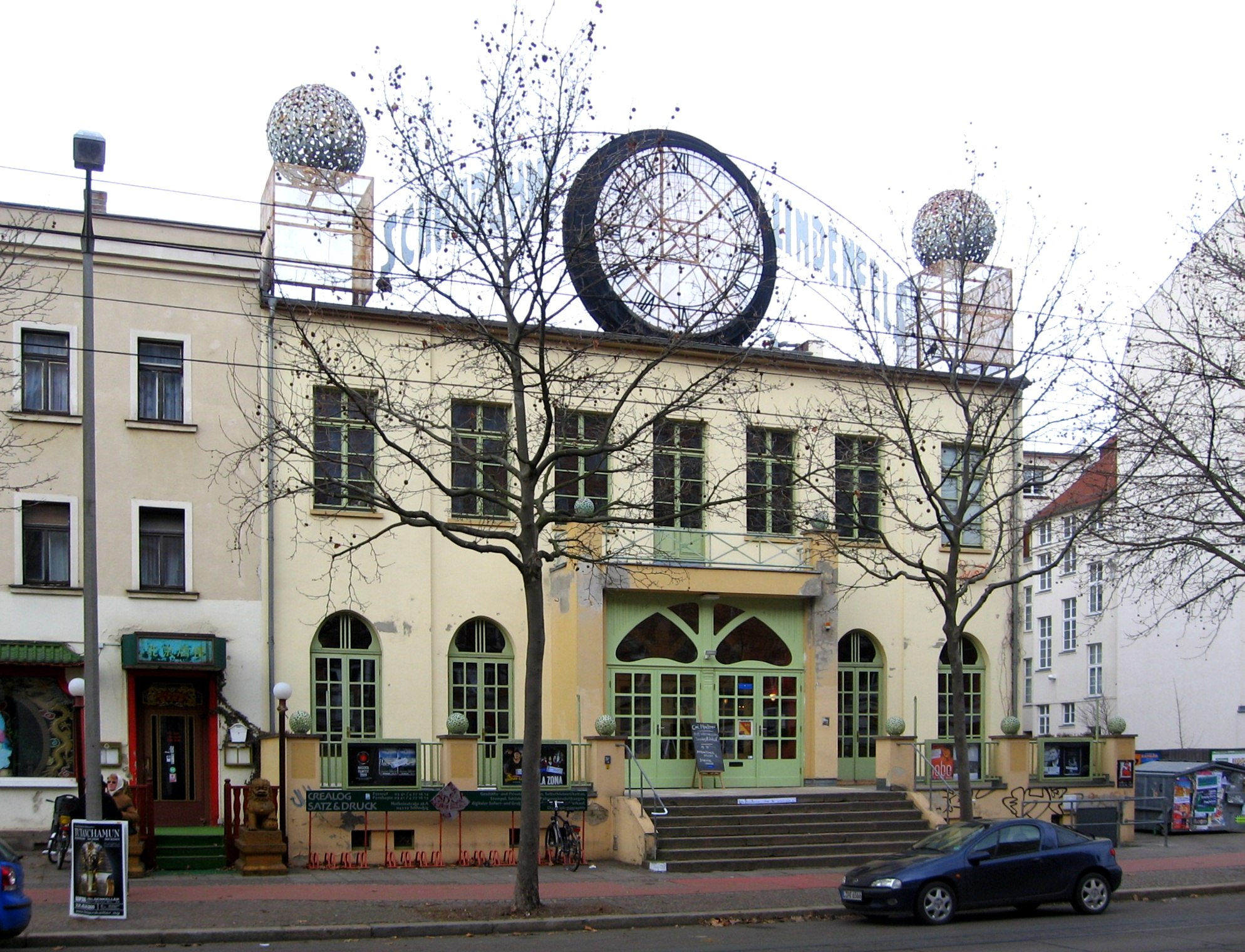
Schaubühne Lindenfels (2009)
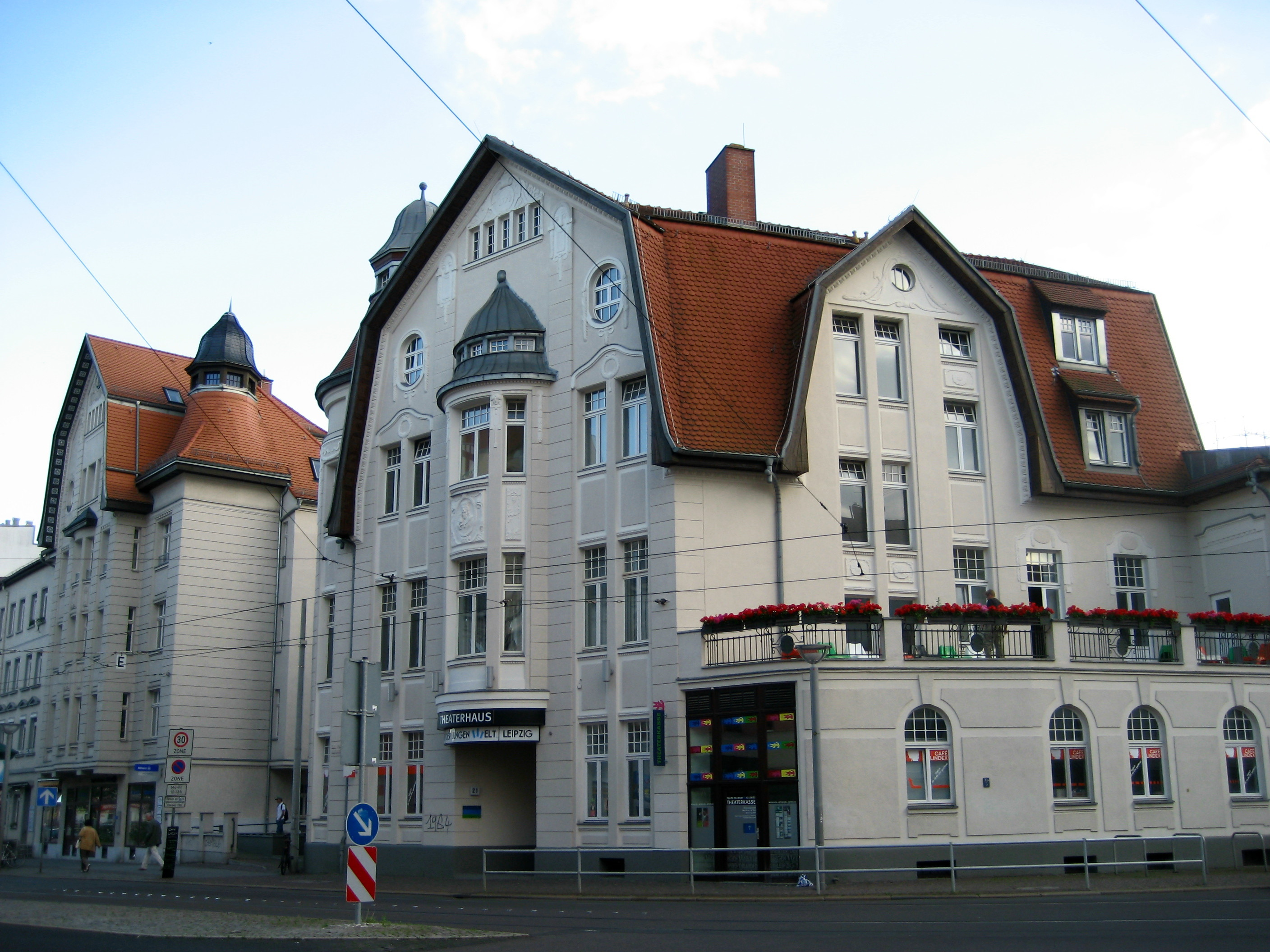
Theaterhaus am Lindenauer Markt (2007)
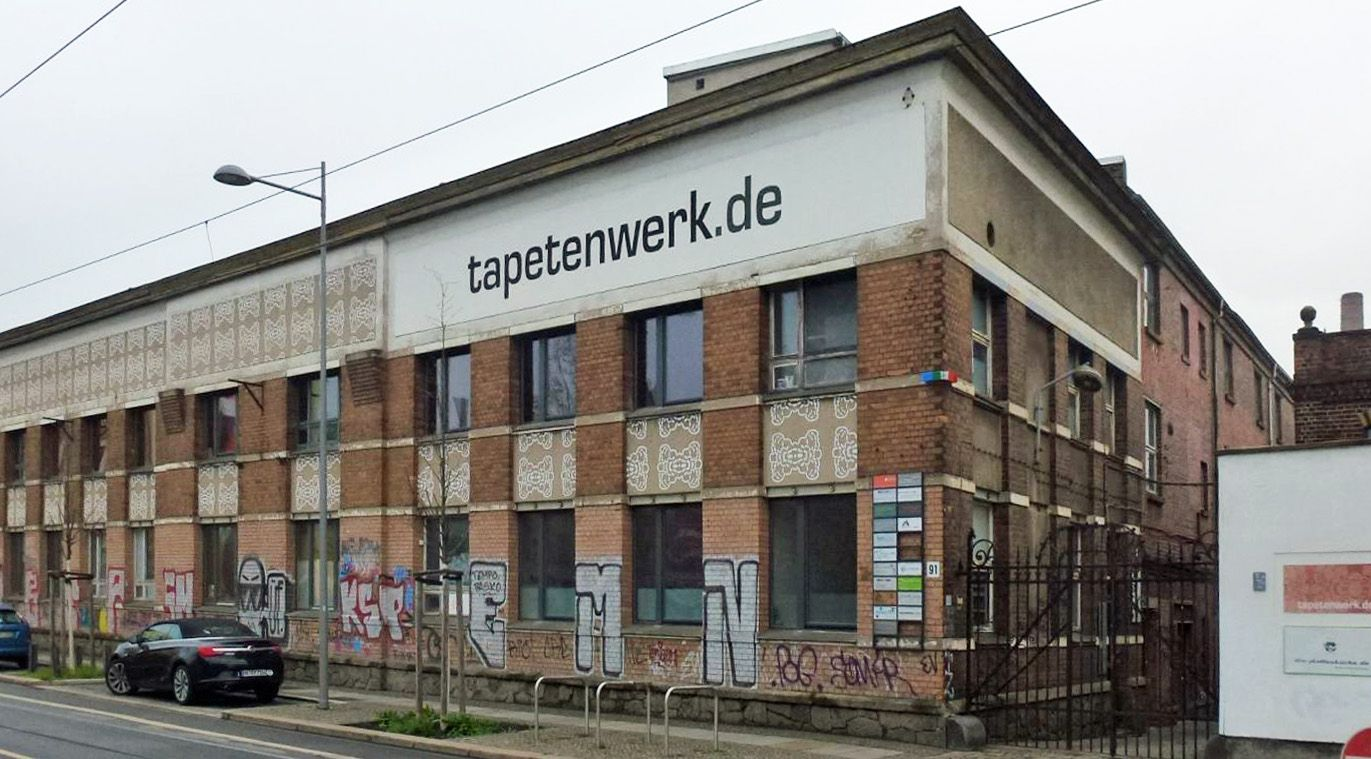
Tapetenwerk (2014)
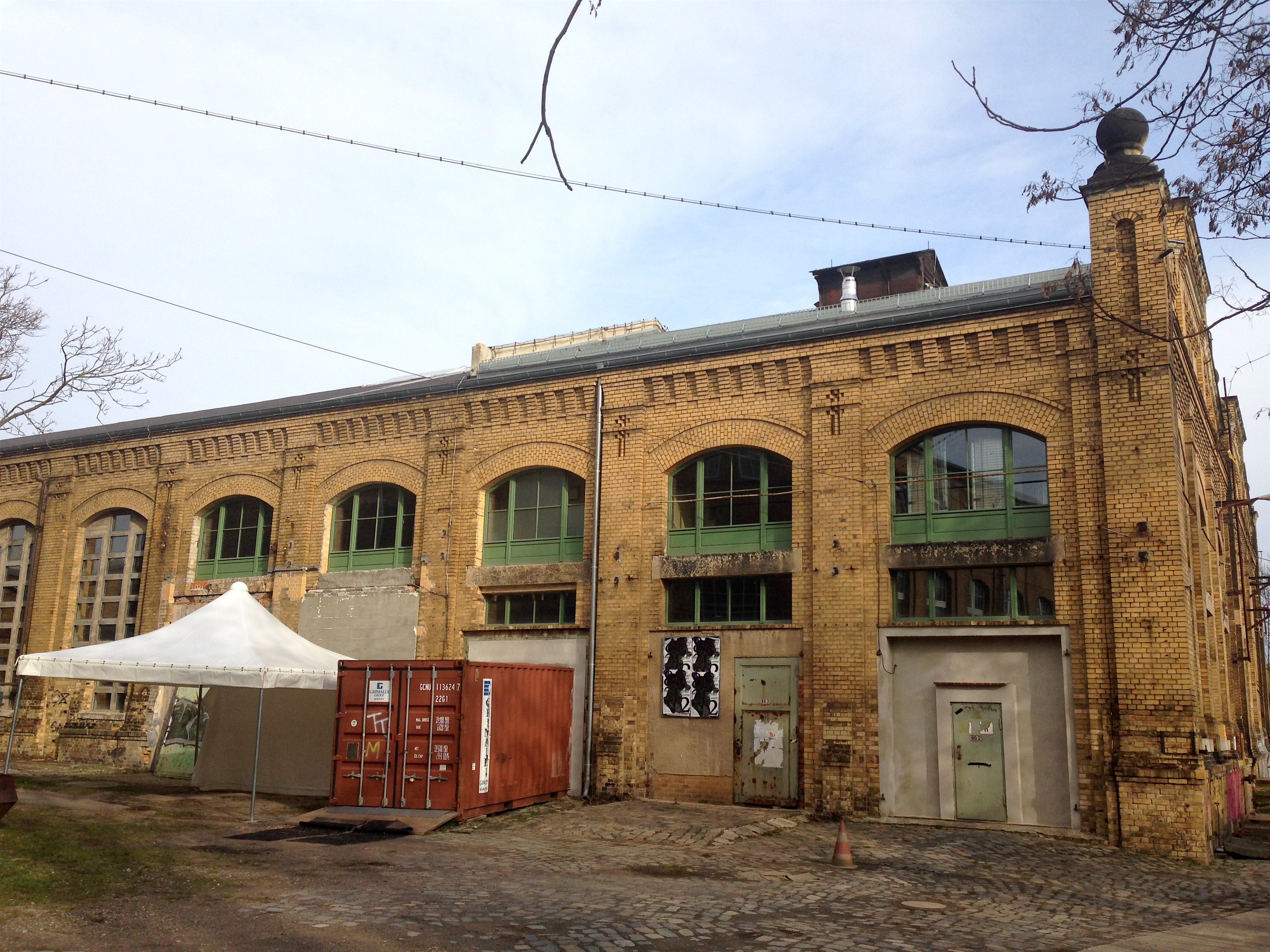
Kunstkraftwerk (2016)

## Trafic

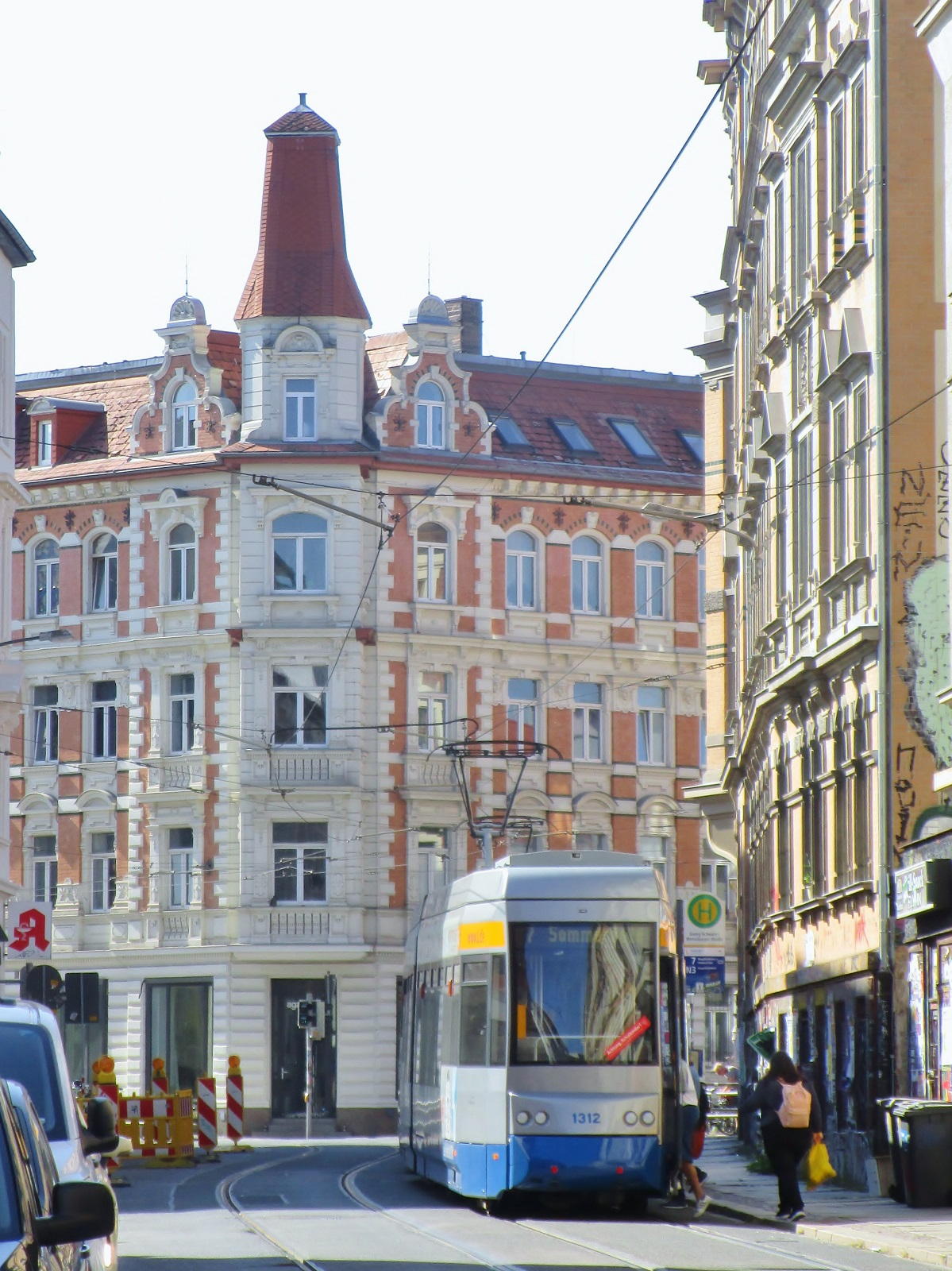
L'arrêt de tram Georg-Schwarz-/Merseburger Straße à Lindenau

Les lignes de tramway 7, 8 et 15 passent par Lindenauer Markt. A la station de tramway Angerbrücke, la ligne 3 touche également le quartier de Lindenau et la ligne 14 circule à la limite sud dans la Karl-Heine-Straße. Cette dernière relie Lindenau et les quartiers ouest au centre-ville via le pont Klinger (Klingerbrücke), les 4 autres lignes via le pont Zeppelin (Zeppelinbrücke). La ligne de bus 74 a son point d'intersection à Lindenauer Markt, la ligne de bus 60 à Lindenauer Hafen, d'où les deux itinéraires mènent via le Südvorstadt à l'est de Leipzig.
À l'ouest du quartier se trouve la station S-Bahn Lindenau sur la ligne S1 ou S10 de la S-Bahn d'Allemagne centrale reliant Stötteritz via la gare principale jusqu'à Grünau. Malgré son nom, la gare de Leipzig-Plagwitz est située dans le quartier de Neulindenau.
La Lützner Straße (du nom de la ville de Lützen) et la Merseburger Straße constituent une importante liaison est-ouest. La Bundesstraße 87 (Leipzig – Weißenfels) la traverse. Une partie de la rue de l'Alte Salzstraße rappelle l'ancien emplacement de la liaison est-ouest, avant le réalignement de 1793. (aujourd'hui Lützner Straße)

## Sports

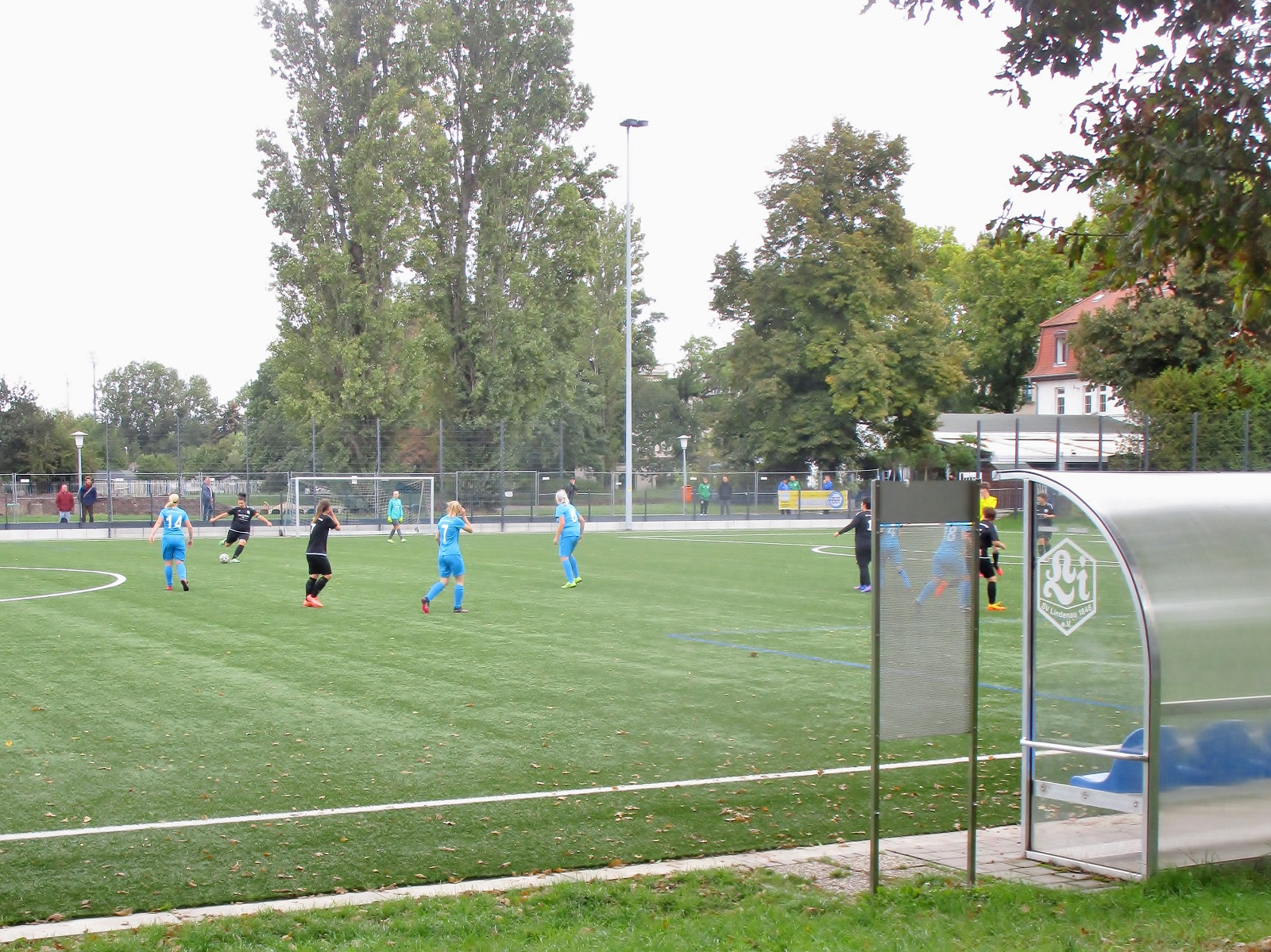
Match à domicile de football féminin pour le SV Lindenau 1848

L'installation sportive la plus grande de Lindenau en termes de superficie est le centre d'entraînement du club de football RB Leipzig sur le Cottaweg. D'autres terrains de sport comprennent les installations sportives Charlottenhof du SV Lindenau 1848 et le parc sportif Karl Enders du Spielvereinigung 1899 Leipzig. Les gymnases de l'école de Lindenau ainsi que les gymnases de la GutsMuthsstraße et de la Friesenstraße sont également utilisés par divers clubs sportifs de Lindenau.
À partir de 1892, il y avait un Vélodrome à Lindenau, où se sont déroulés les Championnats du monde de cyclisme sur piste en 1908, 1913 et 1934. Cette voie ferrée fut démolie en 1938.

## Personnalités
- Ferdinand Götz (1826-1915), médecin et président de la Deutsche Turnerschaft, vecu à Lindenau
- Felix Lützkendorf (1906-1990), scénariste et écrivain, né à Leipzig-Lindenau